# Aricoris propitia
Aricoris propitia is een vlindersoort uit de familie van de prachtvlinders (Riodinidae), onderfamilie Riodininae.
Aricoris propitia werd in 1910 beschreven door Stichel. De soort komt voor in Brazilië.
Aricoris propitia is polyfaag en is aangetroffen op planten van ten minste zeven verschillende families. Eitjes worden los of in groepjes van maximaal 5 exemplaren afgezet. Het eitje is ongeveer 0,3 mm hoog en 0,5 tot 0,6  mm breed. Het eitje is crèmewit vlak nadat het is gelegd en verkleurt naar beige voordat hij uitkomt. Na 6 tot 7 dagen verschijnt de rups. De waardplanten waarop rupsen zijn gevonden zorgen allemaal voor een vloeibare afscheiding die door mieren gebruikt kan worden als voedsel. De rupsen worden in elk stadium bezocht door de vuurmiersoort Solenopsis saevissima. In het vierde en vijfde (laatste) stadium gaan de rupsen overdag naar door de mieren geconstrueerde ruimtes tussen de wortels van de waardplant. 's Nachts verlaten ze deze schuilplaatsen om te eten van de waardplant. De rups leeft zo'n 27 tot 30 dagen. In het eerste stadium is de rups oranjegeel, daarna groen en ten slotte bruin met beige. De uiteindelijke lengte is 21 mm. In de ondergrondse ruimtes vindt ook de verpopping plaats. De pop is ongeveer 14 mm lang. De pop bestaat uit lichtbruin, beige heel donkerbruin. Het popstadium duurt 10 tot 12 dagen. 